# Here We Go!
Here We Go! è il secondo album studio del gruppo musicale giapponese degli Arashi. L'album è stato pubblicato il 17 luglio 2002 dalla J-Storm ed ha raggiunto la seconda posizione della classifica Oricon degli album più venduti in Giappone.

## Tracce
1. Theme of Arashi – 4:51
2. Easy Crazy Break Down – 3:45
3. Kimi wa Sukoshi mo Warukunai – 4:50
4. Tokyo Lovers Tune Night – 3:36
5. A Day in Our Life – 4:40
6. All or Nothing Ver.1.02 – 5:08
7. Nemuranai Karada – 4:33
8. Kimi wa Inai Kara – 4:45
9. Iroasenaide – 4:59
10. Aishiteru to Ienai – 5:39
11. Hoshi no Freeway – 4:41
12. Ima Ai wo Katarou – 4:14
13. Wow!! – 4:36
14. Nice na Kokoroiki – 3:58